# Щекина, Галина Александровна
Щекина́, Гали́на Алекса́ндровна (род.  6.07.1952, Воронеж) — русская писательница, драматург, общественный деятель, член Союза Российских Писателей, Союза Журналистов России, Международной ассоциации писателей и публицистов (APIA).

## Биография
Галина Щекина родилась в Воронеже.  Училась в средней школе №2, г. Эртиль. Закончила экономический факультет Воронежского университета.
В 1979 году переехала в Вологду.
Работала экономистом, журналистом в газете «Подшипник»,в 1994-1996 и 1999 - 2001 - ведущей литературной гостиной в центральной городской библиотеке Вологды, была руководителем литературной студии «Лист».
С 1985 года пишет прозу, критику. Первый напечатанный рассказ  «Ира, Гера, Шура...» вышел в областной газете «Красный Север» в 1989 году.  В дальнейшем произведения публиковались в газетах «Книжное обозрение», «Литературная Россия», журналах «Дружба народов», «Журналист», «Homo Legens». Первая публикация в книгах - в 1991 году, в литературном сборнике стихов и прозы участников заводского литобъединения «Дверца». В него вошли 4 рассказа Щекиной.
Член Союза Российских Писателей с 1996 года. В 1998 году при её деятельном участии было создано Вологодское отделение СРП, которое Щекина несколько лет возглавляла. Более десяти лет руководит Литературной артелью «Ступени». Является официальным координатором конкурса «Илья-Премия» в Вологде. В 1993-2008 годах издавала в Вологде литературный альманах «Свеча».
В 2010 году вступила в Международную ассоциацию писателей и публицистов (APIA).
Активно участвует в ежегодном фестивале «Плюсовая поэзия» в Вологде, а также в Анчаровском движении,
Среди основных произведений Галины Щекиной роман «Графоманка» и повесть «Ор», два сборника стихов, сборники рассказов «Ария», «Мелисса», «Тедиум», пьеса «Бася и компания».

## Признание
В 2008 году её роман «Графоманка» вошёл в финал национальной премии «Русский Букер» в числе шести лучших прозаических произведений, опубликованных на русском языке. В 2009 году этот же роман выдвинут на соискание премии «Национальный бестселлер».
За реферат о М.Л. Анчарове награждена грамотой в конкурсе «Вологда читающая» (2010).
По итогам 2012 года Г. Щекина награждена Третьей премией «Народный писатель» в Москве.
В 2012 году награждена Почетной грамотой Министерства культуры.
Выпущенные в 2012 году  вологодским издательством «Легия» три книги о Басе для детей - «Бася и чудо», «От груши до океана» и «Насладись»,  в 2013 году были отмечены грамотой II областного конкурса «Вологодская книга – 2012».